# Walter Edmond Clyde Todd
 Walter Edmond Clyde Todd (Smithfield (Ohio), 6 september 1874 – Beaver (Pennsylvania), 25 juni 1969), meestal W.E. Clyde Todd genaamd, was een Amerikaanse ornitholoog, museumconservator en natuurbeschermer.

## Biografie
In 1891 verliet Todd de middelbare school en ging werken als loopjongen op het Amerikaanse ministerie van landbouw in Washington D.C., waar hij een collectie vogelmagen op alcohol administratief moest verwerken. Daar ontmoette hij bekende natuuronderzoekers waaronder de ornitholoog Robert Ridgway die voor hem een rolmodel vormden. In 1898 kreeg hij de kans om voor het zojuist opgerichte Carnegie Museum in Pittsburgh vogelspecimens te gaan verzamelen in West-Pennsylvania. Hij kreeg er een baan als assistent en bleef zijn hele werkzame leven verbonden aan dit museum. Hij werkte daar tot ver na het bereiken van de pensioengerechtigde leeftijd. Hij trouwde in 1907 en werd in 1927 weduwnaar maar had geen nakomelingen. Een stuk land van 91 ha dat hij erfde in Beaver County (Pennsylvania), schonk hij aan de plaatselijke afdeling van de National Audubon Society als vogelreservaat,  het Todd Nature Reserve. In zijn (postuum) in 1972 uitgegeven boek Birds of the Buffalo Creek region uitte hij zijn zorgen over de wildgroei van stadsuitbreidingen, de versnippering van het landschap en klimaatverandering. Ook betoonde hij zich kritisch over de verzamelwoede van vogelliefhebbers bij het aanleggen van eigen collecties met eieren.
In 1890 werd hij lid van de American Ornithologists' Union en in 1916 werd hij Fellow. In 1965, op 90-jarige leeftijd, hield hij op de jaarvergadering een rede getiteld The American Ornithologists' Union—a seventy years' retrospect."

## Zijn werk en nalatenschap
Eerst deed hij veldwerk in Pennsylvania en later in Noordoost-Canada (het schiereiland Labrador). Hij scheef publicaties over de vogels in deze gebieden met taxonomische overzichten en beschrijvingen van nieuwe vogelsoorten. Aldus breidde hij de verzameling vogelspeciemsn voor het museum uit. Hij nam deel aan meer dan 20 expedities in het Noordpoolgebied. Uit vrees voor tropische ziekten deed hij nooit veldwerk in Midden- en Zuid-Amerika, maar hij beschreef wel een groot aantal vogelsoorten die voor het museum in Latijns Amerika werden verzameld en ook een boek over de vogels in de Sierra Nevada de Santa Marta in Colombia. Hij produceerde 87 publicaties waaronder 15 boeken en beschreef 26 nieuwe vogelsoorten waaronder de Santa-Martaparkiet (Pyrrhura viridicata) en Todds nachtzwaluw (Setopagis heterura).

### Boeken (selectie)
- Birds of the Labrador Peninsula and adjacent areas : a distributional list
- Birds of western Pennsylvania
- The birds of the Santa Marta region of Colombia : a study in altitudinal distribution
- The birds of Erie and Presque Island, Erie county, Pennsylavania
- A revision of the wood-warbler genus Basileuterus and its allies
- On Dysithamnus mentalis and its allies
- The birds of the Isle of Pines
- A revision of the wood-warbler genus Basileuterus and its allies
- Birds of the Buffalo Creek region, Armstrong and Butler Counties, Pennsylvania : including the Todd Sanctuary area
- A contribution to the ornithology of the Bahama Islands
- A study of the neotropical finches of the genus Spinus
- List of the Tinamous in the collection of the Carnegie Museum
- The mammal and bird fauna of Beaver County, Pennsylvania
- Brids of the isle of Pines
- Birds of Erie and Presque isle, Erie County, Pennsylvania

- Gemeinsame Normdatei: 1067761055
- International Standard Name Identifier: 0000 0000 7387 0833
- Library of Congress Control Number: n80128796
- Nederlandse Thesaurus van Auteursnamen: 250100142
- Réseau des bibliothèques de Suisse occidentale: 02-A003903616
- SNAC: w6rn49jm
- Virtual International Authority File: 50532638
- WorldCat: E39PBJqk3QpVtrb9cXq6brhWDq